# Matt Stevens (giocatore di football americano)
Matthew Anthony Stevens (Sulphur, 30 luglio 1964) è un giocatore di football americano statunitense che ha militato nel ruolo di quarterback nella National Football League (AFL).

## Carriera
Al college Steven giocò come quarterback per gli UCLA Bruins. Dopo non essere stato scelto nel Draft NFL 1987 firmò con i Kansas City Chiefs con cui disputò la sua unica stagione nella NFL. Quell'anno disputò due partite come titolare durante lo sciopero dei giocatori passando 315 yard, un touchdown e subendo un intercetto. L'anno seguente passò ai Los Angeles Cobras dell'Arena Football League venendo inserito nella seconda formazione ideale della lega dopo avere passato 50 touchdown e 13 intercetti.